# Anacroneuria mochica
Anacroneuria mochica és una espècie d'insecte plecòpter pertanyent a la família dels pèrlids.

## Etimologia
El seu nom científic fa referència a l'ètnia mochica del Perú.

## Descripció
- Els adults presenten el cap completament de color groc, el pronot amb franges fosques, irregulars i mediolaterals i una altra de sola ampla i groga, els segments del fèmur i de la tíbia clars, i les membranes alars de color marró clar amb la nervadura clara.
- Els mascles tenen ganxos esvelts i una llargària de les ales anteriors de 9 mm.
- Ni la nimfa ni la femella no han estat encara descrites.[3]

## Hàbitat
En el seu estadi immadur és aquàtic i viu a l'aigua dolça, mentre que com a adult és terrestre i volador.

## Distribució geogràfica
Es troba a Sud-amèrica: el Perú.